# Epsilon Scorpii
ε Scorpii (Epsilon Scorpii, kurz ε Sco) ist ein etwa 64 Lichtjahre entfernter Stern im Sternbild Skorpion. ε Scorpii hat eine scheinbare visuelle Helligkeit von 2,3 mag und wird als K-Riese klassifiziert.
Die IAU hat für diesen Stern am 19. November 2017 den Namen Larawag (eine Sternenbezeichnung der australischen Ureinwohner) vergeben.